# Fitoanticipine
Le fitoanticipine sono composti antimicrobici a basso peso molecolare presenti in forma biologicamente attiva nelle piante prima dell’attacco dei microrganismi potenzialmente patogeni